# Micromia scotochlaena
Micromia scotochlaena är en fjärilsart som beskrevs av Louis Beethoven Prout 1921. Micromia scotochlaena ingår i släktet Micromia och familjen mätare. Inga underarter finns listade i Catalogue of Life.